# Sara Nordenstam

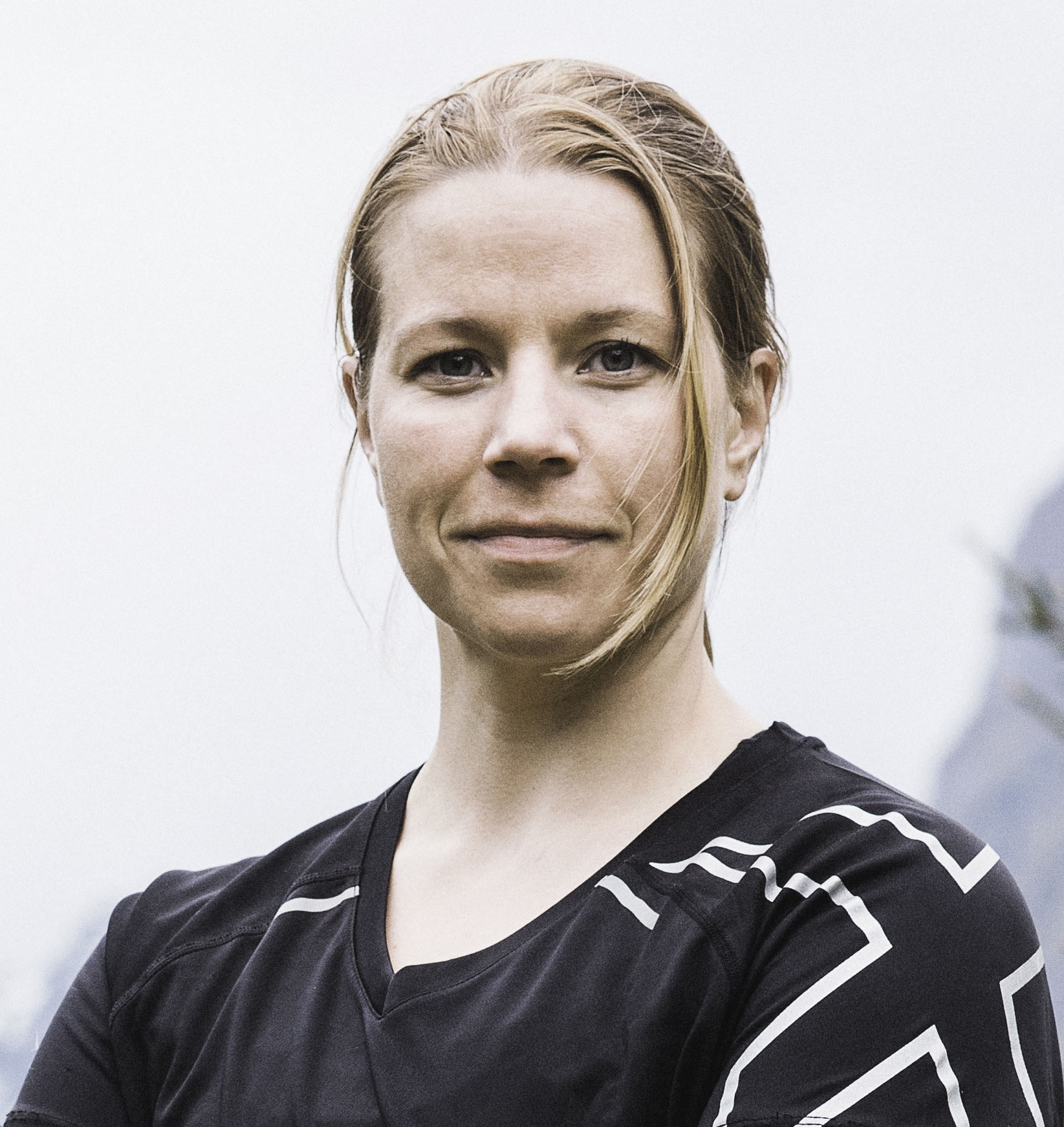
Imagem da nadadora norueguesa Sara Maria Evelia Nordenstam

Sara Maria Evelina Nordenstam (Lycksele, 28 de fevereiro de 1983) é uma nadadora norueguesa. É filha de pais suecos e viveu na Suécia até os 10 anos, se mudando para a Oslo. Ela é uma cidadã norueguesa naturalizada desde 2004.
Nordenstam conseguiu um recorde europeu nas eliminatórias dos 200 m peito nos Jogos Olímpicos de Verão de 2008, em Pequim, na China. Na final, ela conseguiu a medalha de bronze com um novo recorde europeu de 2 min e 23.02 segundos, sendo a primeira mulher norueguesa a ganhar uma medalha olímpica.
Nordenstam tem 16 medalhas nos Campeonatos Noruegueses.